# Enteropogon
Enteropogon Nees é um género botânico pertencente à família Poaceae, subfamília Chloridoideae, tribo Cynodonteae.
O gênero apresenta aproximadamente 25 espécies. Ocorrem na Europa, África, Ásia, Australásia, Pacífico, América do Norte e América do Sul.

## Sinônimo
- Macrostachya A.Rich. (SUI)

## Principais espécies
- Enteropogon acicularis (Lindl.) Lazarides
- Enteropogon gracilior Rendle
- Enteropogon macrostachyus (Hochst. ex A. Rich.) Monro ex Benth.
- Enteropogon minutus Lazarides
- Enteropogon mollis (Nees) Clayton
- Enteropogon prieurii (Kunth) W.D.Clayton
- Enteropogon ramosus B.K.Simon
- Enteropogon somalensis Chiov.
- Enteropogon unispiceus (F. Muell.) W. D. Clayton
- «PPP-Index Lista completa»